# Île Ronde, Antarktis
Ronde är en ö i Antarktis. Den ligger i havet utanför Östantarktis. Frankrike gör anspråk på området.